# Erwachsene Menschen
Erwachsene Menschen (Originaltitel: Voksne mennesker) ist der erste Roman der norwegischen Schriftstellerin Marie Aubert. Er wurde 2019 im Forlaget Oktober in Oslo veröffentlicht, zahlreiche Übersetzungen in andere Sprachen folgten. Die deutsche Übersetzung von Ursel Allenstein erschien im Mai 2021 bei Rowohlt Hundert Augen, einem Imprint des Hamburger Rowohlt Verlages.

## Handlung
Erwachsene Menschen dreht sich um die Erzählerin Ida, eine 40-jährige Architektin, die Single ist und deren Chancen, noch ein Kind zu bekommen, sich rapide verschlechtern. Sie möchte sich deshalb in einer schwedischen Klinik Eizellen entnehmen und diese einfrieren lassen.
Im selben Sommer fährt Ida zum südnorwegischen Ferienhaus der Familie. Der 65. Geburtstag ihrer Mutter soll gefeiert werden. Außerdem anwesend sind Idas jüngere Schwester Marthe und deren Freund Kristoffer und dessen Tochter Olea sowie Stein, der Lebensgefährte der Mutter.
Marthe ist im dritten Monat schwanger und zieht die Aufmerksamkeit auf sich, auch den Neid ihrer älteren Schwester. Der Konkurrenzkampf zwischen den beiden Schwestern bricht sich subtil Bahn und verschärft sich, als Ida aus Göteborg die Nachricht erreicht, dass sie nicht genügend Eizellen zum Einfrieren hat und dass ihr etwaiger Kinderwunsch nicht mehr erfüllbar sein wird.

## Rezeption
Die Rezensentin des Irish Independent vergleicht die Erzählerin mit der Protagonistin Fleabag in der gleichnamigen Fernsehserie. Auberts Beobachtungen seien „bösartig, zickig, brillant“.

## Ausgabe
- Marie Aubert: Erwachsene Menschen. Roman. Aus dem Norwegischen von Ursel Allenstein. Rowohlt Hundert Augen 2021.

## Rezensionen
- Christine Westermann und Andreas Wallentin in WDR 5 Bücher, 23. April 2021 (online)
- Anne Cunningham im Irish Independent, 25. Juli 2021 (online)